# Bernd Römer (Musiker)

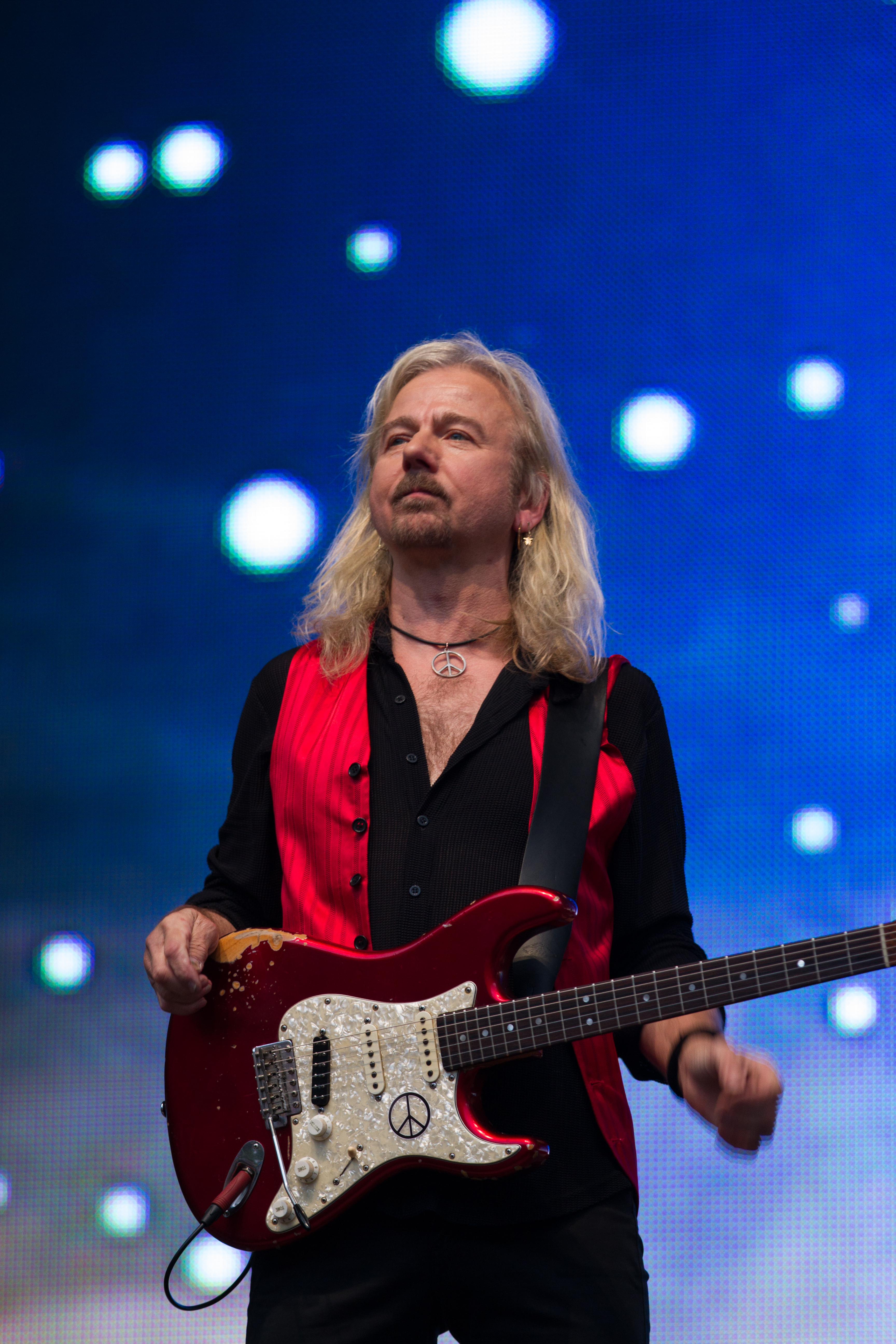
Bernd Römer 2015 beim 40. Geburtstag von Karat

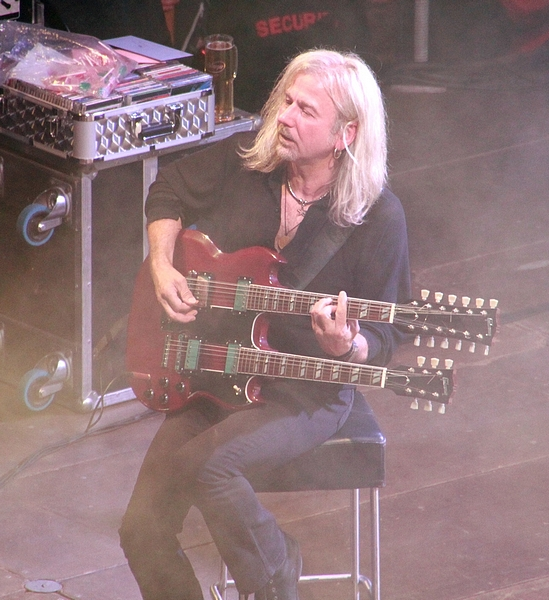
Bernd Römer während eines Konzertes von Karat im Jahr 2011 in Pirna

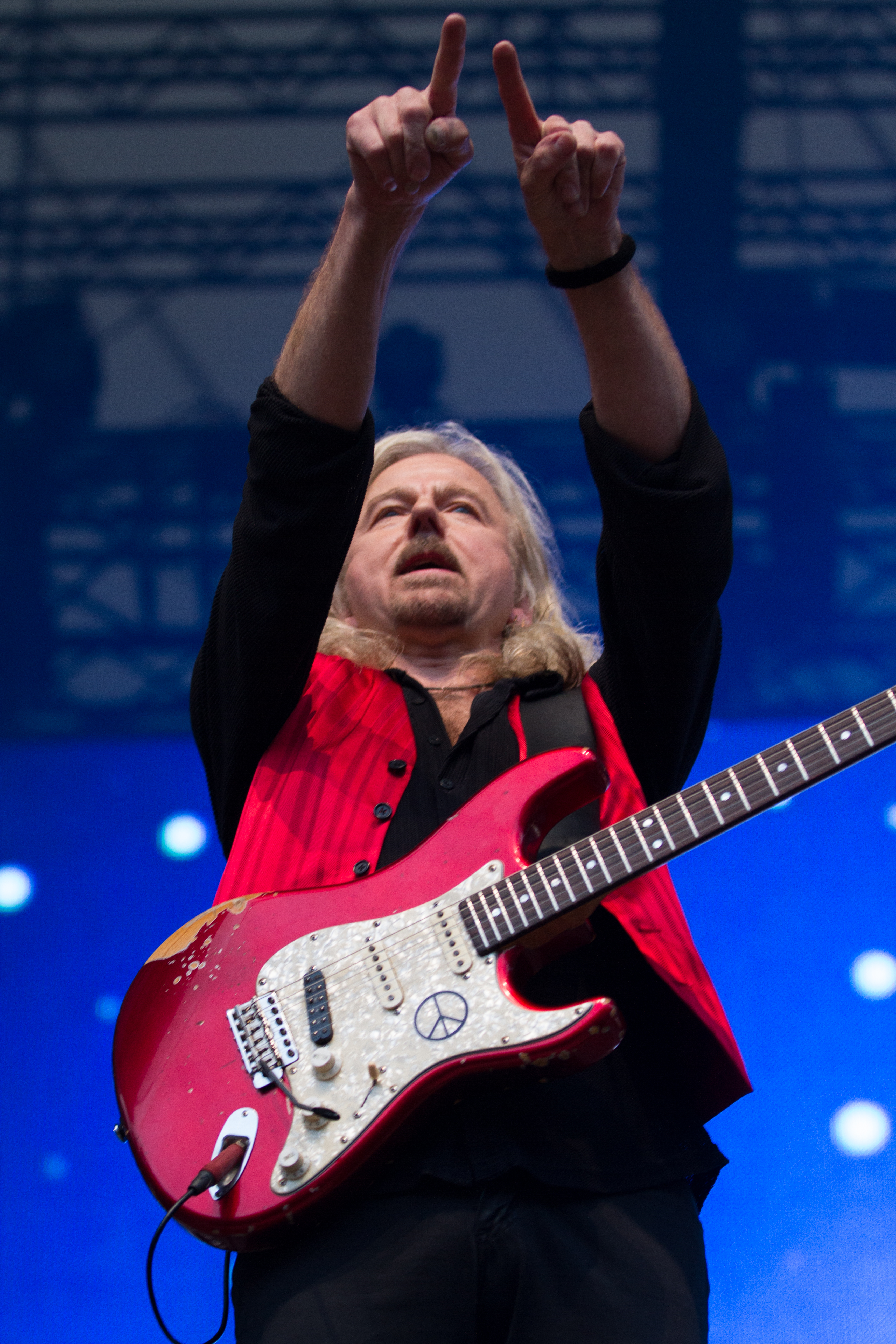
Bernd Römer, Waldbühne Berlin, 40. Geburtstag von Karat

Bernd Römer (* 6. September 1952 in Erfurt) ist ein deutscher Gitarrist und Rockmusiker.

## Leben und Wirken
Bernd Römer lernte seit 1966, inspiriert von den frühen Beatles, auf autodidaktischem Wege das Gitarrenspiel. 1971 schloss er seine Berufsausbildung als Funkmechaniker mit Abitur ab. Auf Amateurebene spielte er schon damals bei der Erfurter Band Pythons mit. 1973 stieß er als Gitarrist zur Horst Krüger Band in Ost-Berlin, womit seine Laufbahn als Profimusiker begann. In Berlin besuchte er von 1974 bis 1977 nebenher die Musikschule Friedrichshain, um die staatlich anerkannte Berufsausbildung als Gitarrist zu erlangen. Seit 1976 ist er der Gitarrist der Rockgruppe Karat.
Mit Karat spielte Römer in den späten 1970er beziehungsweise in den frühen 1980er Jahren einige wichtige deutschsprachige Alben wie Über sieben Brücken, Schwanenkönig und Der blaue Planet ein. Anfang der 1980er Jahre wurde Bernd Römer vom DT64 zum besten Gitarristen der DDR erklärt.
1983 wurde er mit den anderen Mitgliedern von Karat mit dem Nationalpreis der DDR III. Klasse für Kunst und Literatur ausgezeichnet.
Bei den Finalspielen der Deutschen Eishockey Liga 2005, 2006, 2008, 2009, 2012, 2013 und 2021 spielte Bernd Römer jeweils vor den Heimspielen der Eisbären Berlin die deutsche Nationalhymne in stilistischer Anlehnung an Jimi Hendrix’ Interpretation der Nationalhymne der USA auf der Gitarre.
2015 heiratete Römer seine Freundin Melanie in Neuenhagen bei Berlin. Kennengelernt haben die beiden sich 2011 bei einem Eishockey-Spiel.
Neben seinem Engagement bei Karat partizipiert Römer gelegentlich auch bei anderen musikalischen Projekten. So war er Mitglied der Allstar-Band Gitarreros, bildet Nachwuchsmusiker auf der E-Gitarre aus und musizierte hin und wieder mit anderen Künstlern (etwa in der Band Masterpeace).

## Diskografie
- Karat, LP, 1978
- Über sieben Brücken, LP, 1979
- Albatros, LP, 1979
- Schwanenkönig, LP, 1980
- Der blaue Planet, LP, 1982
- Die sieben Wunder der Welt, LP, 1983
- Auf dem Weg zu euch (Live), LP, 1985
- Die Gitarreros Live in Concert, LP, 1987
- Fünfte Jahreszeit, LP, 1987
- … im nächsten Frieden, LP, 1990
- Karat 91, LP, 1991
- Vierzehn Karat, CD, 1992
- Die geschenkte Stunde, CD, 1995
- Balance, CD, 1997
- Sechzehn Karat, CD, 1998
- Ich liebe jede Stunde, CD, 2000
- 25 Jahre – Das Konzert, CD, VHS, DVD, 2001
- Licht und Schatten, CD, 2003
- 30 Jahre Karat, CD, 2005
- Ostrock in Klassik, CD, DVD, 2007
- Ostrock in Klassik Vol. 2, CD, 2009
- Weitergeh’n, CD, 2010
- Symphony, CD, 2013
- Rock Legenden, CD, 2014
- Seelenschiffe, CD, 2015
- Labyrinth, CD, 2018
- Die legendären Konzerte 1975 & 1978, CD, 2023

und weitere Sampler und Singles.